# Der Architekt der Sonnenstadt
Der Architekt der Sonnenstadt ist ein deutscher Fernsehfilm von Renke Korn, der am 5. April 1979 seine Ursendung im ZDF hatte. Er entstand vor dem Hintergrund der damals durch die Bücher von Wolf Jobst Siedler und Elisabeth Niggemeyer Die gemordete Stadt und Alexander Mitscherlich Die Unwirtlichkeit unserer Städte angestoßenen Diskussion um eine humane Stadtplanung und eine phantasievolle Architektur, die sich nicht nur an ökonomischen Zwängen orientiert.

## Inhalt
Der Architekt Krechel und sein Büro sind mit Aufträgen gut versorgt. Alles läuft ohne größere Probleme. Da wird Krechels Situation durch einen Telefonanruf schlagartig verändert. Der Architekt Hegarth ist tot aufgefunden worden und bei ihm ein Testament, das Krechel zum Erben der Entwürfe, Skizzen, Modelle und Filme Hegarths einsetzt. Mit Hegarth war Krechel seit den gemeinsamen Studienjahren befreundet gewesen. Sie hatten die gleichen Vorstellungen von einer neuen Architektur gehabt, die sich radikal von der etablierten seriellen „Betonschachtel“-Konzeption unterscheiden sollte. Sie hatten eine Bürogemeinschaft gegründet, hatten viele Jahre hart für ihre Ideen gekämpft, waren aber letztlich am gnadenlosen ökonomischen Realismus der Auftraggeber gescheitert. Sie hatten sich schließlich getrennt, weil Krechel nicht länger zugunsten von Utopien auf Erfolg verzichten wollte und Hegarth ihm auf diesem pragmatischen Weg nicht folgen mochte. Sie verloren sich aus den Augen.
Das Testament des alten Freundes, der offensichtlich den Freitod gewählt hat, und die Filme, die Krechel in seinem Büro findet, verstören Krechel. Diese Super-8-Filme hatten sie zum Teil gemeinsam gedreht – bei Reisen zu Bauten in Spanien und Holland, die sie als vorbildlich empfanden, bei Demonstrationen gegen architektonische Scheußlichkeiten und Kahlschlag-Sanierungen. Krechel beschließt, dem Freund ein Denkmal zu setzen – in Form eines Films. Er überzeugt einen befreundeten Filmemacher von dieser Idee, dem es wiederum gelingt, einen Fernsehsender als Finanzier zu gewinnen. Gleichzeitig nutzt Krechel seine Etabliertheit und seine guten Kontakte zu potenten Bauherren, um einen neuen Versuch zu starten, wenigstens einige der Ideen durchzusetzen, die sein Freund Hegarth und er seinerzeit hatten. Und er hat damit Erfolg. Bei einem großen Wohnprojekt gestatten ihm die Bauträger, sich nicht nur an ökonomischen Maximen zu orientieren.

## Kritik
„Wiesbadener Kurier vom 7. April 1979:
Renke Korn (Buch und Regie) hat all die Hindernisse, Zwänge und Zusammenhänge sehr geschickt personalisiert, die es verhindern, daß theoretische Erkenntnisse über menschenfreundliches Bauen in die städtebauliche Wirklichkeit umgesetzt werden.
Sein Fernsehfilm enthielt alles, was ein nüchterner Bericht an Fakten, Beispielen und Situationsanalysen ebenfalls enthalten müßte, aber er brachte diese ganze komplexe Problematik dem Zuschauer wahrscheinlich näher, als das eine mit Experten-Meinungen und Statistik gespickte Reportage zuwege brächte. Renke Korn erreichte sein Ziel der Information, Aufklärung und Bewußtseinsbildung auf dem Umweg über die emotionale Beteiligung des Zuschauers am Architektenschicksal zweier erdachter, aber exemplarischer, idealistisch veranlagter junger Männer – beide sehr überzeugend: Nikol Voigtländer als der an seiner Kompromißlosigkeit zerbrechende Hegarth, Frank Glaubrecht als der sich zum mühsamen Weg der kleinen Schritte durchringende Pragmatiker Krechel. Der Film war zugleich eine Art Ehrenrettung für die vielgescholtenen, oft zu schnell für alle Bausünden verantwortlich gemachten Architekten: Die könnten und möchten schon anders bauen – wenn man sie nur ließe. Jedenfalls viele von ihnen. Andere wiederum läßt man durchaus bauen, wie sie möchten – aber offenbar immer die falschen.“